# Salviac
Salviac là một xã thuộc tỉnh Lot trong vùng Occitanie phía tây nam nước Pháp. Xã này nằm ở khu vực có độ cao trung bình 159 mét trên mực nước biển.
Sông Céou tạo thành một phần ranh giới đông bắc.